# Gallblåsegång

Gallblåsegången (cystic duct) på en schematisk bild.

Gallblåsegången (latin ductus cysticus) är den korta gång som förbinder gallblåsan med den gemensamma gallgången och den gemensamma levergången, genom vilken galla transporteras till tolvfingertarmen.